# 크로아티아의 로마 가톨릭 교구 목록
크로아티아의 로마 가톨릭 교구는 4개 관구에 4개 관구장좌, 대교구 9개, 일반교구 1개, 독립 대교구 1개, 군종교구로 구성된다

## 교구

### 리예카 관구(Province of Rijeka)
- 리예카 관구장좌 대교구(Metropolitan Archdiocese of Rijeka)
- 고스픽-센 교구(Diocese of Gospić–Senj)
- 크르크 교구(Diocese of Krk)
- 폴래치폴라 교구(Diocese of Poreč i Pula)

### 시르미오 관구(Province of Sirmio)
- 자코보-오시예크 관구장좌 대교구(Metropolitan Archdiocese of Djakovo-Osijek)
- 포제가 교구(Diocese of Požega)

### 스플릿-마카르스카 관구(Province of Split-Makarska)
- 스플릿-마카르스카 관구장좌 대교구(Metropolitan Archdiocese of Split-Makarska)
- 드브로브니크 교구(Diocese of Dubrovnik)
- 호바르 교구(Diocese of Hvar)
- 시베니크 교구(Diocese of Šibenik)

### 자그레브 관구(Province of Zagreb)
- 자그레브 관구장좌 대교구(Metropolitan Archdiocese of Zagreb)
- 크리제브치 교구(Eparchy of Križevci)
- 바라즈딘 교구(Diocese of Varaždin)

### 독립교구
- 자다르 대교구(Archdiocese of Zadar)
- 크로아티아 군종교구(Military Ordinariate of Republici Croatia)